# تيمي ثييل
تيمي ثييل (بالألمانية: Timmy Thiele)‏ هو لاعب كرة قدم ألماني في مركز الهجوم، ولد في 31 يوليو 1991 في برلين في ألمانيا. لعب مع ألمانيا آخن وأولدهام أثلتيك وبوروسيا دورتموند ب وشالكه 04 ب ونادي بيرتن ألبيون ونادي كايزرسلاوترن.

## وصلات خارجية
- تيمي ثييل على موقع قاعدة بيانات كرة القدم.إي يو (الإنجليزية)
- تيمي ثييل على موقع Soccerbase.com (لاعب) (الإنجليزية)
- تيمي ثييل على موقع Soccerway.com (الإنجليزية)
- تيمي ثييل على موقع عالم كرة القدم.نت (الإنجليزية)